# Rezerwat przyrody Źródliska Czarnej Wody
Rezerwat przyrody Źródliska Czarnej Wody – leśny rezerwat przyrody na Pobrzeżu Kaszubskim, na obszarze powiatu puckiego. Został utworzony w 1999 roku. Powierzchnia rezerwatu wynosi 50,58 ha; posiada on też otulinę o powierzchni 111,0 ha. Ochronie rezerwatu podlegają naturalne zespoły roślinności źródliskowej, źródliskowa odmiana łęgu jesionowo-olszowego, grądy i buczyny. Bardzo interesujące są elementy środowiska abiotycznego, w tym przede wszystkim nisze źródłowe Czarnej Wody oraz gleby nawapienne. Liczna i bogata jest flora roślin naczyniowych obiektu z udziałem szeregu gatunków chronionych i rzadkich regionalnie, np. stokłosy Benekena Bromus benekenii, kukułki plamistej Dactylorhiza maculata czy listery jajowatej Listera ovata. W rezerwacie występuje kilka gatunków roślin o podgórskim charakterze zasięgu, np. widłak wroniec Huperzia selago czy tojeść gajowa Lysimachia nemorum. Wśród zwierząt na uwagę zasługuje niewielki ssak – rzęsorek mniejszy Neomys anomalus.
Najbliższe miejscowości to Świecino, Połchówko i Lisewo.